# HD 148760
HD 148760，又名CD-2611379，SAO 184437、HR 6145，是一颗恒星，视星等为6.1，位于銀經352.17，銀緯14.66，其B1900.0坐标为赤經16h 25m 14.4s，赤緯-26° 14.66′ 12″。